# Габдуллина, Сауле Жанбырбаевна
Сауле Жанбырбаевна Габдуллина (встречается написание фамилии Габдулина, по КНЭ — Габдоллина, род. 3 июня 1971, Аксай, Тургайская область) — казахстанская спортсменка, специализировавшаяся в самбо и дзюдо; тренер. Чемпионка Казахстана по самбо (1992—1995, 1998—1999) и по дзюдо (1999, 2000), бронзовый призёр чемпионата Азии по самбо (1991, Владивосток), бронзовый призёр чемпионатов мира (1992, Минск — по версии Международной федерации самбо; 1993, Кстово; 1998, Калининград), чемпионка Азии (1995, Бишкек) и мира (1996, Токио). Мастер спорта Республики Казахстан международного класса по самбо (1993), мастер спорта Казахстана по дзюдо (1999). Лауреат премии «Дарын» (1996).
Преподаёт в Жетысуском государственном университете, ППС кафедры физического культуры и спорта. Тренер национальной сборной на Универсиаде в Казани.
Воспитанница детско-юношеской спортивной школы города Аркалыка. Тренеры по самбо — Бисембай Аубакиров, Абай Сарыбаев; тренер по дзюдо — А. Какенов.